# Kerik
Kerik is een bestuurslaag in het regentschap Magetan van de provincie Oost-Java, Indonesië. Kerik telt 2874 inwoners (volkstelling 2010).